# 戈羅季謝區 (奔薩州)

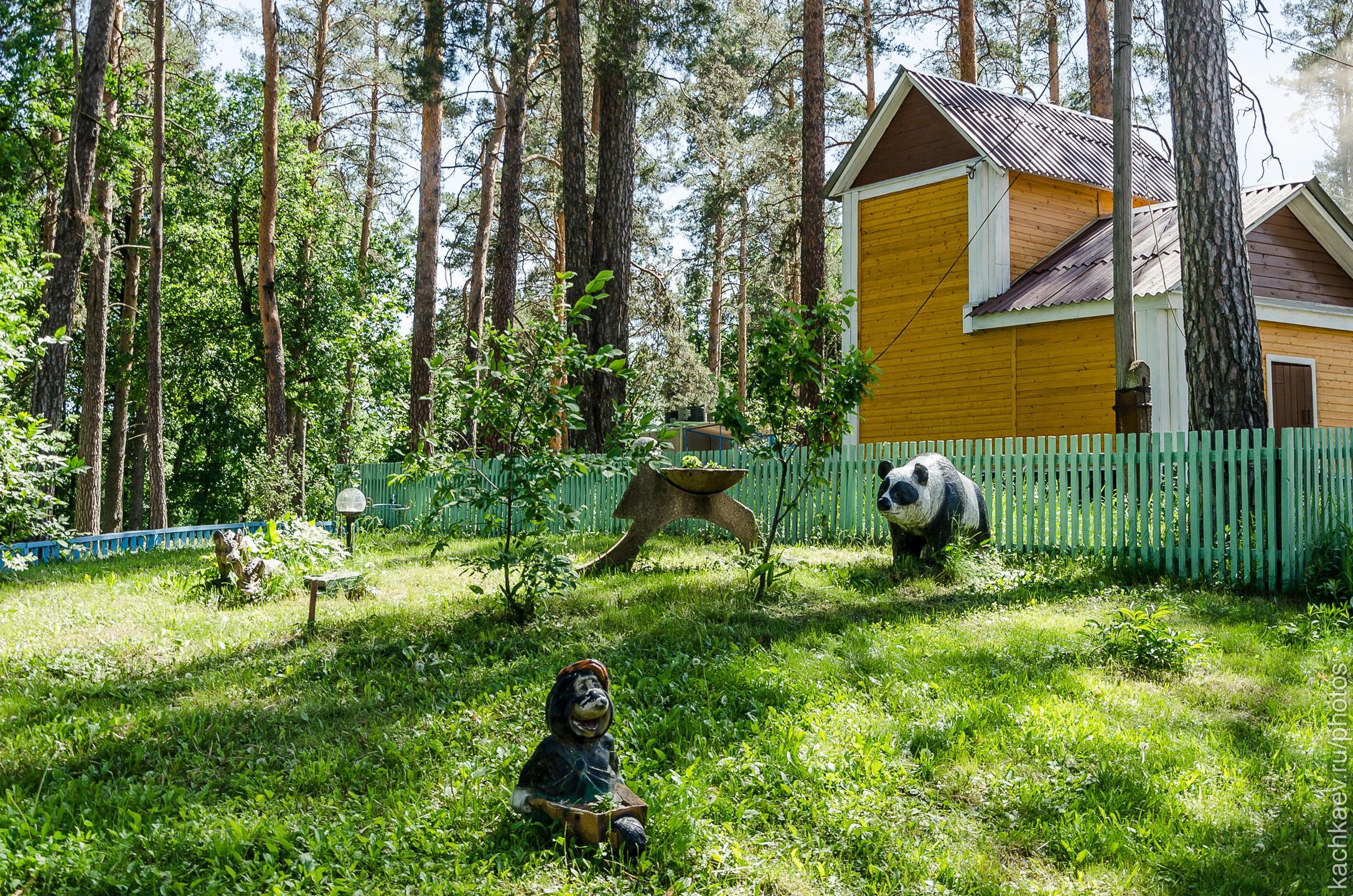

53°16′N 45°42′E / 53.267°N 45.700°E
戈羅季謝區（俄语：Городищенский район），是俄羅斯的一個區，位於該國西南部，由奔薩州負責管轄，面積2,053平方公里，2010年該區人口52,480，人口密度每平方公里25.56人。